# Luren von Daberkow
Die Luren von Daberkow sind ein Paar bronzezeitlicher Musikinstrumente, deren Bruchstücke 1911 und 1912 bei Daberkow in Vorpommern gefunden wurden. Archäologische Funde von Luren in Deutschland sind sehr selten, die meisten stammen aus Dänemark und dem südlichen Skandinavien. Die während der Nordischen Bronzezeit geschaffenen Daberkower Luren befinden sich heute als Raubkunst im Puschkin-Museum in Moskau.

Lage von Daberkow

## Geschichte
Im Herbst 1911 sollten Arbeiter des Gutes Daberkow die Reste eines großen Findlings entfernen, der sich östlich der heutigen Landesstraße 35 in einer moorigen Wiese nördlich eines Entwässerungsgrabens befand. Von dem Findling, der etwa mannshoch gewesen sein soll und den fünf Männer nur mit Mühe umfassen konnten, waren angeblich bereits in den 1870er Jahren Stücke abgesprengt worden. Unter mehreren abgesprengten Bruchstücken fanden die Arbeiter Metallteile aus Bronze, die sie zum Teil an sich nahmen. Nach dem Bekanntwerden der Funde nahm der Amtsrat Knust die Fundstücke in Verwahrung und konnte bei Nachforschungen noch mehrere Teile bei den Dorfbewohnern in Daberkow einsammeln.
Im Februar 1912 wurden die Königlichen Museen zu Berlin über den Fund zweier Luren unterrichtet, den die vorgeschichtliche Abteilung bereits zwei Monate später erwarb. Im Dezember 1912 wurde die Fundstelle unter Leitung von Hubert Schmidt (1864–1933) untersucht und auf einer Fläche von 2 m mal 3 m aufgegraben. In dem bis 60 cm tiefen moorastigen Wiesenboden wurde zwei weitere, zusammenpassende Bruchstücke vom unteren Ende einer Lure gefunden.
Es wurden Nachbauten angefertigt, die im Völkerkundemuseum zu Berlin ausgestellt wurden. Richtung, Windung und Gesamtlänge der Rohre waren wegen der Unvollständigkeit der Funde nicht eindeutig zu bestimmen, deshalb wurde eine Lure aus dem Dänischen Nationalmuseum in Kopenhagen für die Rekonstruktion herangezogen. Hubert Schmidt ordnete die Daberkower Luren in eine Gruppe mit den Luren von Brudevælte ein, die 1797 auf der dänischen Insel Seeland gefunden worden waren.
Nach dem Zweiten Weltkrieg wurden die Luren von Daberkow, wie zahlreiche andere Kulturgüter in der Sowjetischen Besatzungszone, beschlagnahmt und in die Sowjetunion verbracht. Bis in die 1990er Jahre befanden sie sich wahrscheinlich im Depot des Moskauer Puschkin-Museums. Im Demminer Regionalmuseum befinden sich Repliken der Nachbauten.
2013 wurden die Luren von Daberkow im Rahmen der Ausstellung in „Bronzezeit – Europa ohne Grenzen“ in Sankt Petersburg gezeigt.

## Beschreibung
Die größten Fundstücke sind zwei bronzene Schallrohre mit aufgesetzten Scheiben, die mit Buckeln verziert waren und neun Bruchstücken der Mundrohre. Anhand der Windung der Schallrohre kann ein linkes und ein rechtes Rohr unterschieden werden. 
| Abmessungen                          | Linkes Schallrohr | Rechtes Schallrohr |
| ------------------------------------ | ----------------- | ------------------ |
| Spannweite an der inneren Peripherie | 68,5 cm           | 68,5 cm            |
| Oberer Umfang des Schallrohrs        | 18 cm             | 18,5 cm            |
| Unterer Umfang des Schallrohrs       | 9,5 cm            | 9,5 cm             |
| Durchmesser der oberen Öffnung       | 5,6–5,7 cm        | 5,7–5,8 cm         |
| Durchmesser der unteren Öffnung      | 2,75 cm           | 2,8 cm             |
| Dicke des Rohres                     | ~1 mm             | ~1 mm              |
| Durchmesser der Scheibe              | 17 cm             | 17 cm              |
| Dicke der Scheibe                    | 1–1,5 mm          | 1 mm               |

Das linke Schallrohr ist zum größten Teil erhalten, von der Scheibe fehlt etwa die Hälfte. Zwei Ringbänder von 1,5 cm Breite, durch je drei umlaufende Stege und Furchen doppelt gegliedert, verbinden drei Teilrohre zu einem. Nahe dem Ende befinden sich Tragösen zur Befestigung einer Tragekette.
Die Scheibe des rechten Schallrohrs ist verbogen, aber vollständig erhalten. Das wie das linke durch Ringbänder gegliederte Rohr ist in der Mitte zerbrochen. 
Von den Bruchstücken der Mundrohre konnte die beiden jeweils etwa 10 cm langen Anschlussstücke dem jeweiligen Schallrohr zugeordnet werden. Die sechs übrigen größeren Teile mit Längen bzw. Spannweiten zwischen 13,8 cm und 18 cm sind nicht eindeutig einer bestimmten Lure zuzuordnen. Hier sind ebenfalls an drei Stücken Ringbänder vorhanden, bei denen ein 0,5 cm breiter Mittelsteg von je vier seitwärts abfallenden Parallelrippen eingefasst wird. Zwei Rohrfragmente weisen Spuren von Reparaturen auf. Ein Mundstück hat an der Öffnungen innen einen Durchmesser von 2,4 cm, außen mit Rand von 3,8 cm. Es ist am unteren Ansatz durch drei Rippen profiliert. Am anschließenden Rohrstück befinden sich zwei Ösen.
Zur Verwendung wurde das Mundrohr mittels seines Falzrohres am Ende in das Schallrohr gesteckt. Ein am Falzrohr aufgesetztes Dreieck und eine dem entsprechende Aussparung am Schallrohr verhinderten ein Verdrehen von Schall- und Mundrohr gegeneinander.
Da alle Bruchstücke alte Bruchkanten aufwiesen, ist anzunehmen, dass die Luren bereits zerbrochen waren, bevor sie vergraben wurden. Dabei ist unklar, ob sie zuvor absichtlich zerstört wurden oder ob die Beschädigungen Anlass waren, die Luren in der Erde zu versenken. 
Ein Fragment wurde zersägt, um es im Königlichen Materialprüfungsamt mikroskopisch und chemisch zu untersuchen. Nach der Analyse von Friedrich Rathgen besteht die beim Formguss verwendete Bronze aus 85,03 % Kupfer und 13,76 % Zinn. Beim Gießen der Bronze mit einer verlorenen Form wurden Gusskernstützen in Form von rund 1 mm starken Lamellen zur Stabilisierung verwendet. Diese Kernstützen bestanden aus einer Bronzelegierung mit einem Kupfergehalt von 88,46 % und einem Zinngehalt von 6,08 %. Dadurch hatten sie einen höheren Schmelzpunkt als die Bronze für die Rohre und blieben während des Gießens stabil. 
Die Teilrohre wurden offenbar in einer speziellen Form aneinandergesetzt und durch Gießen eines Ringbandes miteinander verbunden. Die dazu verwendete Bronze hatte einen Zinngehalt von 17,26 % und damit einen niedrigeren Schmelzpunkt als das Rohrmetall, so dass die zusammenzufügenden Rohre nicht durch das Gießen beeinträchtigt wurden.
Die Ergebnisse der Analyse lassen darauf schließen, dass die Hersteller bereits umfangreiche Kenntnisse über den Einfluss des Zinngehaltes auf den Schmelzpunkt der Bronzelegierung hatten und diese gezielt bei der Fertigung einsetzten.